# Georg Phillips

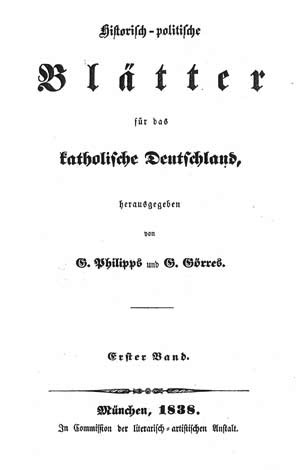
Historisch-politische Blätter für das katholische Deutschland

Georg Phillips, född 6 januari 1804 i Königsberg (nuvarande Kaliningrad), död 6 september 1872 i Aigen vid Salzburg, var en tysk jurist. 
Phillips blev juris doktor vid Göttingens universitet 1824, privatdocent vid Berlins universitet 1826 och extra ordinarie professor där 1827. Efter att ha konverterat till romersk-katolska kyrkan 1828 blev han ordinarie professor vid Münchens universitet 1833, men avlägsnades från sin tjänst på grund av sitt agerande i Lola Montez-affären. Han blev 1849 ordinarie professor vid Innsbrucks universitet och 1851 vid Wiens universitet. 
Phillips engelska härstamning ledde honom in på undersökningar av anglosachsisk och engelsk rättshistoria, bland annat Versuch einer Darstellung d. Angelsächsischen Rechts (1825) och Englische Reichs- und Rechtsgeschichte seit der Ankunft der Normannen (I–II, 1827–28), men han behandlade även tysk privaträtt och rättshistoria, i till exempel Grundsätze des gemeinen deutschen Privatrechts mit Einschluss des Lehnrechts (I–II, 1880, tredje upplagan 1846), Deutsche Geschichte mit besonderer Rücksicht auf Religion, Recht und Verfassung (I–II, 1832 och 1834) och Deutsche Reichs- und Rechtsgeschichte (1845, fjärde upplagan 1859). 
Samma aprioriska metod – Kristus som kyrkans huvud var här utgångspunkt – genomförde Phillips i sin berömda Kirchenrecht (I–VII, 1845-72, I–II, tredje upplagan 1855–57, fortsatt av Friedrich Heinrich Vering, VIII, första avdelningen 1889), – som utövade ett mäktigt inflytande i det romersk-katolska Tyskland, hälsad av kurian som ett mästerverk; till denna skrift anslöt sig Lehrbuch des Kirchenrechts (I–II, 1859–62, tredje upplagan 1881, latinsk översättning 1875). 
Även de av Phillips tillsammans med Guido Görres 1838 stiftade "Historisch-politische Blätter für das katholische Deutschland" var en väsentlig faktor i den romersk-katolska sakens tjänst. Han skrev även en lång rad avhandlingar, bland annat Ueber den Ursprung der Katzenmusiken (1849), i "Historisch-politische Blätter" och Wienakademiens skrifter. Han deltog i Frankfurtparlamentet, men spelade i övrigt inte någon roll som politiker. Han var en glödande fiende till Preussen och en ivrig och en övertygad katolik.